# Minthorn épület
A Minthorn épület (korábban Kanyon épület) a George Fox Egyetem legrégebbi épülete az Amerikai Egyesült Államok Oregon államának Newberg városában. Az 1887-ben épült, 1892-ben jelenlegi helyére költöztetett épület egy ideig Herbert Hoover elnök lakóházaként is szolgált. 1997. június 13-án bekerült a történelmi helyek jegyzékébe.

## Története
A Friends Pacific Academy fiúkollégiumának és -tornatermének építése 1887-ben épült. Herbert Hoover állítólag 1888-ban néhány hónapot itt élt. Az akkor két szintes épületet 1892-ben Mr. Clark költöztető jelenlegi helyére mozgatta, majd emeletet építettek rá, és lánykollégiummá minősítették át.
1939-ben az akkor Kanyon nevet viselő épületet Donald W. Edmundson, Harlan Jones és Laurence Skene tervei alapján felújították. 1962-ben Donald H. Lindren tervei szerint oktatási épületté alakították át, majd 1992-ben az emeleti termeket az 1887-esre emlékeztető állapotúra alakították vissza. Az 1993-as földrengés a kéményt ledöntötte, a vakolatot pedig megrongálta. Az épület 1997. június 13-án bekerült a történelmi helyek jegyzékébe.
A létesítmény névadói Henry John és Laura Minthorn, Herbert Hoover nagybátyja és nagynénje, illetve az iskola támogatói. 2004-ben irodákkal és a hallgatói szolgáltatási központtal egészült ki. 2008-ban négy hallgatót felfüggesztettek, mert az épület előtti fára a Barack Obama demokrata elnökjelöltet ábrázoló kartonfigurát lógattak fel.

## Építészeti stílus
A neokoloniál stílusú épületnek három szintje (földszint, emelet és pince) van. Alapja stukkódíszítésű tégla. Falai cédrussal borítottak, a tetőt pedig zsindellyel fedték be.

## Fordítás
- Ez a szócikk részben vagy egészben  a   Minthorn Hall című angol Wikipédia-szócikk ezen változatának fordításán alapul.  Az eredeti cikk szerkesztőit annak laptörténete sorolja fel. Ez a jelzés csupán a megfogalmazás eredetét és a szerzői jogokat jelzi, nem szolgál a cikkben szereplő információk forrásmegjelöléseként.